# Einfarbige Paramomaus
Die Einfarbige Paramomaus (Thomasomys monochromos) ist ein Nagetier in der Gattung der Paramo-Mäuse, das im Norden Kolumbiens lebt.
Die Art erreicht eine Kopf-Rumpf-Länge von 105 bis 120 mm, eine Schwanzlänge von durchschnittlich 124 mm und ein mittleres Gewicht von 36 g. Sie hat 18 bis 20 mm lange Ohren und 24 bis 27 mm lange Hinterfüße. Das intensiv braune Fell des Rückens geht zu den Körperseiten in eine gelbbraune Färbung über. Der Übergang zur bleichen gelbbraunen Unterseite erfolgt stufenweise. Auf der weißen Oberseite der Hinterfüße sind kleine dunkle Flecken vorhanden. Die kurzen schmalen Haare auf dem braunen Schwanz sind gleichmäßig verteilt. Auf den dunklen Ohren sind die Härchen fast unsichtbar. Die Einfarbige Paramomaus hat einen diploiden Chromosomensatz mit 42 Chromosomen (2n=42).
Das Verbreitungsgebiet liegt im Gebirge Sierra Nevada de Santa Marta auf 2000 bis 3600 Meter Höhe. Die Art lebt in der Vegetationszone Páramo sowie in Wolken- und Nebelwäldern in der Nähe von Bergweiden und Anpflanzungen von Karibischen Kiefern sowie Eukalypten. Weitere Angaben zur Lebensweise liegen nicht vor.
Der Bestand ist durch die Umwandlung der Wälder in Plantagen bedroht. Angelegte Brände in höheren Lagen können sich negativ auswirken. Da das Verbreitungsgebiet nur etwa 9000 km² groß ist und sich die Lebensbedingungen der Einfarbigen Paramomaus verschlechtern, wird sie von der IUCN als „gefährdet“ (vulnerable) gelistet.